# Schalwa Karumidse
Schalwa Alexander Karumidse (georgisch შალვა ალექსანდრეს ძე ქარუმიძე, auch Charif Karoumdjieff, * 26. April 1887 in Tortisa, Kreis Tiflis; † 9. März 1951 in Bern) war ein georgischer Politiker. In der Zeit zwischen den Weltkriegen betätigte Karumidse sich unter anderem als Leiter der Georgischen Freiheitsbewegung und als Sekretär eines Komitees unterdrückter Völker der Sowjetunion.
Er wurde vor allem bekannt als Zentralfigur der Tscherwonzenaffäre, einem Versuch georgischer Emigrantenkreise und deutscher Antikommunisten, die Wirtschaft der Sowjetunion durch die Einschleusung gewaltiger Mengen von Falschgeld zum Einsturz zu bringen.

## Leben und Tätigkeit

### Frühe Jahre
Karumidse war ein Sohn des Alexandre Karumidse und seiner Ehefrau Marie geb. Thinattin (Dinari). Er wuchs im Georgien des ausgehenden 19. Jahrhunderts auf. Seine Heimat war zu dieser Zeit Teil des russischen Zarenreiches.
Um 1910 ließ Karumidse sich als Großkaufmann in Tiflis nieder.
Während des Ersten Weltkriegs unterstützte Karumidse die Mittelmächte, die in diesem Krieg gegen Russland standen. Grund hierfür war, dass er hoffte, dass eine Kriegsniederlage des Zarenreiches dazu führen würde, dass seine Heimat die Unabhängigkeit von Russland erlangen würde. In diesem Sinne versorgte er während der Kriegsjahre u. a. deutsche U-Boote im Schwarzen Meer mit Proviant und Brennstoff.
Als Georgien nach dem Zusammenbruch des Zarenreiches im Jahr 1917 und dem Beginn des Russischen Bürgerkrieges im Jahr 1918 kurzzeitig tatsächlich seine staatliche Unabhängigkeit erreichte, wurde Karumidse 1919 Mitglied der Verfassungsgebenden Versammlung Georgiens. Organisiert war er zu dieser Zeit in der Nationaldemokratischen Partei.
Um 1920 liquidierte Karumidse die Aktienanteile prominenter Kaukasier am Nobel-Öl-Konzern. Den auf diese Weise gewonnenen Millionenbetrag ließ er auf ein Bankkonto in Genf überweisen, um die Gelder zur Finanzierung der sich für den Erhalt der Unabhängigkeit der Kaukasusvölker von Russland einsetzenden Bewegung, die sich zu dieser Zeit organisierte, einzusetzen.
Anlässlich der Eroberung Georgiens durch die Sowjetunion im Jahr 1921 floh Karumidse nach Westeuropa.

### Die Tscherwonzenaffäre
In den 1920er Jahren führte Karumidse wiederholt Verhandlungen mit Henry Deterding vom Royal-Dutch-Shell-Ölkonzern. Um 1925 gründete Karumidse das Komitee zur „Befreiung der kaukasischen Völker“.
Ende der 1920er Jahre wurde Karumidse einer größeren Öffentlichkeit in Deutschland als eine Schlüsselfigur in der sogenannten Tscherwonzenaffäre bekannt: Hierbei handelte es sich um den Versuch einer Gruppe von Georgiern, die sich nach der gewaltsamen Eingliederung Georgiens in die Sowjetunion als Exilanten in Deutschland niedergelassen hatten, sowie von sowjetfeindlichen deutschen Rechtsradikalen, den politischen Zusammenbruch der Sowjetunion als Staat herbeizuführen, indem sie die Währung, und damit die Wirtschaft, des Landes destabilisieren würden. Dies sollte erreicht werden, indem die Verschwörer eine gigantische Menge von gefälschten Tscherwonzen (russischer Banknoten [10-Rubel-Scheine]) in einer geheimen Druckerei in Bayern produzieren wollten, die anschließend schrittweise ins sowjetische Staatsgebiet eingeschleust werden sollten. Ziel war, die sowjetische Währung sukzessive zu entwerten, indem der Devisenkreislauf der russischen Währung mit großen Mengen von Falschgeld derart geflutet werden würde, dass das russische Geld in rapidem Tempo einen dramatischen Wertverlust erleiden würde. Durch die Untergrabung der sowjetischen Währung sollte die Sowjetunion geschädigt und so die Herbeiführung einer Revolution in Georgien erleichtert werden. Zugleich sollte außerdem die Arbeit der Bewegung für die Erstreitung der Freiheit der Kaukasusvölker, in der Karumidse und einige andere Beteiligte an dem Falschgeldprojekt sich betätigten, durch die Lancierung des sowjetischen Falschgeldes finanziert werden bzw. dadurch finanziert werden, dass dieser Untergrundorganisation größere Mengen Falschgeld zur Finanzierung ihrer Arbeit zugeführt werden sollten.
Zu den weiteren Beteiligten an der Affäre gehörten u. a. Karumidses Sekretär und rechte Hand Basilius Sadathieraschwili sowie der Agent Georg Bell.
Die Berliner Polizei wurde auf die Fälscheraktivitäten der Männer um Karumidse aufmerksam, als sie im August 1927 die Mitteilung erhielt, dass in Berlin falsche russische Tscherwonzen in Umlauf gebracht worden seien und sie den Verbreiter derselben, den Ingenieur Leonhard Becker, festsetzen konnte.
Nachdem die Behörden auf die Aktivitäten der Tscherwonzenfälscher aufmerksam wurden, konnten sie in einer Münchener Druckerei 20.000 Bogen Wasserzeichenpapier sicherstellen, aus denen 120.000 Noten Falschgeld (= 1,2 Millionen Rubel) hergestellt werden hatten sollen. Insgesamt waren von den Fälschern 400.000 Bogen Wasserzeichenpapier bestellt worden, aus denen 800.000 bis 1.200.000 Geldscheine hätten hergestellt werden können. In den Verkehr in Russland waren zu diesem Zeitpunkt etwa 12.000 bis 13.000 der gut gelungenen Tscherwonzen-Noten gelangt.
Die Sowjetunion versuchte nach dem Bekanntwerden der Fälscher-Affäre eine Verbindung zwischen den Aktivitäten der Fälscher und dem damals in Leningrad laufenden Prozess gegen den Rittmeister Schiller – der wegen konterrevolutionärer Bestrebungen vor Gericht stand – zu konstruieren, indem sie die Behauptung lancierte, Schiller habe im Auftrag der Tscherwonzenfälscher falsche Tscherwonzennoten in Russland in Umlauf gebracht. Das Auswärtige Amt in Berlin hielt das jedoch für unglaubwürdig und stufte dies als ein reines Propagandamanöver ein, durch das die Sowjets die Wahrscheinlichkeit einer Verurteilung der in Berlin angeklagten antisowjetischen Aktivisten zu erhöhen versuchen würden.
Die Presse berichtete ab November 1927 über die Vorgänge, wobei zahlreiche Spekulationen und Gerüchte die Vorgänge weiter dramatisierten und so das Interesse der Öffentlichkeit für die Angelegenheit steigerten. So machte die – wohl von den Verteidigern der verdächtigen Männer ausgestreute – Behauptung die Runde, Wolfgang Stresemann, der Sohn des Außenministers, sei in die Affäre verwickelt. Liberale und linke Zeitungen mutmaßten, dass mächtige Hintermänner hinter dem ganzen Vorgang stehen würden, wobei insbesondere der Generaldirektor der Royal Dutch Shell, Henri Deterding, und der ehemalige General Max Hoffmann als Strippenzieher „identifiziert“ wurden.
Die gerichtliche Aufarbeitung der Affäre folgte im Jahr 1930 vor Berliner Gerichten: Der Tscherwonzenprozess wurde am 6. Januar 1930 eröffnet. Zuvor hatte die zeitweise Entwendung der Prozessakten für erhebliche Verzögerungen gesorgt. Einige Zeitungen spekulierten, dass diese nach England gebracht und dort fotografiert worden seien. Das Auswärtige Amt verdächtigte hingegen die Berliner Sowjetbotschaft, die Akten zeitweise in ihren Besitz gebracht und abgelichtet zu haben. Am 8. Februar 1930 sprach das Schöffengericht Berlin-Moabit einen Teil der Angeklagten frei, während das Verfahren gegen die anderen (u. a. Bell, Karumidse und Sadathieraschwili) aufgrund des Amnestiegesetzes von 1928 zunächst eingestellt wurde. Nachdem die Staatsanwaltschaft Berufung eingelegt hatte, kam es im Juli 1930 zur Berufungsverhandlung vor dem Landgericht Berlin. Das Urteil vom 21. Juli 1930 sprach fünf Angeklagte, darunter Karumidse, für schuldig (außerdem schuldig gesprochen wurden Georg Bell, Karl Böhle, Basilius Sadathieraschwili und Wilhelm Schmidt).
Karumidse wurde durch das Urteil vom 21. Juli 1930 wegen „fortgesetzten gemeinschaftlichen, teils vollendeten, teils versuchten Münzverbrechens und Betruges“ sowie wegen fortgesetzter Urkundenfälschung zu einer Gesamtstrafe von 2 Jahren und 10 Monaten Gefängnis verurteilt. Er erhielt jedoch vorerst Strafaufschub zugestanden.
Die von vier Angeklagten gegen das Urteil eingereichte Revision unter Berufung auf die Amnestie für politische Vergehen wurde schließlich am 14. Januar 1932 vom 2. Strafsenat des Reichsgerichts verworfen, was damit begründet wurde, dass nur „deutschpolitische Beweggründe“ im Sinne des Amnestiegesetzes von 1928 für eine Straffreiheit in Frage kämen, die bei den vier Männern als nicht gegeben angesehen wurden.
Die Vollstreckung der Karumidse auferlegten Freiheitsstrafe wurde schließlich durch Erlass des Justizministers vom 9. Juli 1934 mit Bewährungsfrist bis zum 31. Juli 1937 ausgesetzt. Angeblich gewährte das Ministerium Karumidse die Amnestie auf Veranlassung des ersten Chefs der Gestapo Rudolf Diels.

### NS-Zeit
Einige Monate nach der Übernahme der Gestapo durch die SS wurde Karumidse im Spätsommer 1934 auf Verlangen von Reinhard Heydrich verhaftet und mehrere Monate lang im Gestapogefängnis und Konzentrationslager Columbiahaus in Berlin festgehalten. Begründed wurde diese Maßnahme mit dem Verdacht, dass Karumidse – trotz seiner antisowjetischen Betätigung in den Vorjahren – ein Sowjetagent sei. Er wurde schließlich auf Verlangen der Reichswehr freigelassen.
Von 1935 bis 1936 soll Karumidse hinter den Kulissen maßgeblich am Zustandekommen des Antikomintern-Paktes zwischen Deutschland und Japan beteiligt gewesen sein. Seit dieser Zeit soll er intensiv für Deutschland und in der Panarabischen Bewegung im Nahen Osten gearbeitet haben. Für das Büro Ribbentrop, eine bis 1938 bestehende Parallelorganisation der NSDAP zum offiziellen Auswärtigen Amt, verhandelte Karumidse mit dem König Ibn Saud in Riad sowie in Syrien und im Irak.
Karumidse wurde in den 1930er Jahren in Bulgarien eingebürgert und erhielt einen Pass auf den Namen Karumidjeff.

### Zweiter Weltkrieg und Nachkriegszeit
Seit 1935 hatte Karumidse seinen ständigen Aufenthalt in der Schweiz. Seinen Wohnsitz hatte er zunächst in Montreux bei Genf.
Während des Zweiten Weltkriegs wurde Karumidse nacheinander in Witzwil, im Arbeitslager Davesco bei Lugano, in der Irrenanstalt Waldau bei Bern, im Männerheim der Heilsarmee in Köniz und ab März 1942 in der Armenanstalt Schleitheim interniert. Am 16. August 1942 überschritt er – wahrscheinlich weil er aufgrund der deutschen Frühjahrsoffensive gegen die Sowjetunion „Morgenluft“ für seine politischen Ziele witterte – auf eigenen Wunsch beim Zollamt Schleitheim die Grenze nach Deutschland. In Deutschland wurde er in Stühlingen von der Polizei aufgegriffen und nach Waldshut verbracht. Er fand in Karlsruhe Arbeit als Hilfsarbeiter in einer Altstoffhandlung, in der er bis zum 2. Dezember 1942 tätig war. Am 3. oder 4. Dezember 1942 wurde er von der Gestapo Karlsruhe verhaftet, weil er keine Papiere besaß. Die Behörden entschieden, dass er nach dorthin zurückkehren müsse, von wo er nach Deutschland hereingekommen sei, und wiesen ihn aus Deutschland nach der Schweiz zurück. Infolgedessen wurde er über Lörrach und Waldshut am 1. Januar 1943 in Stühlingen wieder an die Schweizer Grenze „gestellt“. Anschließend wurde er erneut in der Schweiz als Internierter (u. a. im Flüchtlingsheim Bade Serneus) untergebracht.

### Nachkriegszeit
Am 9. Januar 1946 wurde Karumidse wegen einer schweren paranoiden Erkrankung (Verfolgungswahn) in der Heil- und Pflegeanstalt Waldau bei Bern untergebracht. Ärzte diagnostizierten bei ihm Sinnestäuschungen und Wahnvorstellungen. Da Karumidse als Geisteskranker galt, hielt man eine Rückverlegung in ein Flüchtlingsheim für nicht geraten. Eine Abschiebung nach Georgien oder Rumänien wurde von den Behörden aufgrund seines Zustandes ebenfalls als nicht zumutbar angesehen. Stattdessen wurde Karumidse dauerhaft in der genannten Anstalt untergebracht.
Er starb 1951 in Bern und wurde am 12. März 1951 auf dem Schosshaldenfriedhof in Bern begraben (Abteilung XXIII, Reihe 1, Grab 7691).

## Ehe und Familie
Karumidse war mit Anna Solotarsky [z. T. auch Solodorski geschrieben] (* 10. Februar 1908 in Stariza) verheiratet.